# カティンの森
『カティンの森』（カティンのもり、ポーランド語: Katyń）は、2007年（平成19年）製作・公開のポーランドの映画（en:Cinema of Poland）。
第二次大戦中、ソビエト連邦のスモレンスク近郊に位置するカティンの森において、約2万2000人から2万5000人に及ぶポーランド人捕虜が内務人民委員部によって虐殺された「カティンの森事件」を題材とした映画である。R15+指定。

## 略歴・概要
自らの父親もまた同事件の犠牲者である映画監督アンジェイ・ワイダが、80歳のときに取り組んだ作品である。原作は、脚本家でありルポルタージュ作家のアンジェイ・ムラルチクによる『死後 カティン』（Post mortem. Katyń, 日本語訳は『カティンの森』）である。構想に50年、製作に17年かかっている。
撮影は『戦場のピアニスト』等でも知られるポーランド出身の撮影監督パヴェウ・エデルマン、音楽はポーランド楽派の作曲家クシシュトフ・ペンデレツキが手がけた。ポーランドでは、2007年9月17日に首都ワルシャワでプレミア上映され、9月21日に劇場公開された。
翌2008年（平成20年）に第58回ベルリン国際映画祭でコンペティション外上映された。
ワイダは、2010年（平成22年）4月7日、ロシアのウラジーミル・プーチン首相、ポーランドのドナルド・トゥスク首相が出席した「カティンの森事件」犠牲者追悼式典に参列した。同月10日に開催予定であったがポーランド空軍Tu-154墜落事故のため中止となった「カティンの森事件」追悼式典のための大統領機には、搭乗してはいなかった。
日本では、2009年（平成21年）10月20日に東京国際映画祭で上映後に、アルバトロスが配給して同年12月5日に公開された。翌2010年5月7日には同社でDVDがリリースされた。

## ストーリー
1939年4月、ドイツはドイツ・ポーランド不可侵条約を廃棄し、同年8月にドイツとソ連の間で独ソ不可侵条約が締結された。同年9月1日にドイツがポーランドに侵攻することで第二次大戦が始まり、9月17日にソ連も同様にソ連・ポーランド不可侵条約を廃棄してポーランドの東部に侵攻した。独ソ不可侵条約には秘密議定書があり、両国はそれに従ってポーランドへの侵攻と分割占領を行ったのである。
ドイツ軍に追われた人々と、ソ連軍に追われた人々は、ポーランド東部のブク川で鉢合わせになった。その中に、クラクフから、夫のアンジェイ大尉（アルトゥル・ジミイェフスキ）を探しに来たアンナ（マヤ・オスタシェフスカ）とその娘ニカ（ヴィクトリア・ゴンシェフスカ）がいた。そこで、逆にクラクフへ向かう大将夫人ルジャ（ダヌタ・ステンカ）に出会う。アンナは、ルジャ夫人にクラクフに戻るように勧められるが聞き入れなかった。
その後、アンナとニカは、駅でソ連へ連行される直前のアンジェイ、彼の友人イェジ（アンジェイ・ヒラ）らポーランド軍将校たちに出会うことができた。アンナはアンジェイに逃亡を勧めるが、アンジェイは軍への忠誠のため拒否し、家族と別れた。そして捕虜として教会に収容されたアンジェイはこれから起こることを日記に記そうと心に決める。
独ソ不可侵条約を破ってソ連領に侵攻したドイツ軍が、1943年4月に元ソ連領のカティンの森の近くで、一万数千人のポーランド将校の死体を発見した。ナチス・ドイツの宣伝機関は、これを1940年のソ連軍の犯行であることを大々的に報じた。 
その後ドイツが敗北し、大戦が終結した1945年以後、ポーランドはソ連の衛星国として復興の道を歩み始めた。そしてソ連はカティンの森事件をドイツ軍の仕業であると反論し、事件の真相に触れることはタブーとなった。苦難を乗り越え、大戦から生き残った軍人や国民、カティンで親族を失った遺族らには厳しい現実が待ち受けていたのである。
やがてアンナのもとに、アンジェイ大尉の手帳が手渡された。手帳には、殺害の数日前までの出来事が、克明に記されていた。アンナは、アンジェイ大尉の身に起こったことを、改めて認識するのである。

## スタッフ
- プロデューサー : ミハウ・クフィェチンスキ
- 監督 : アンジェイ・ワイダ
- 原作 : アンジェイ・ムラルチク  （pl:Andrzej Mularczyk）
- 脚本 : アンジェイ・ワイダ、ヴワディスワフ・パシコフスキ（Władysław Pasikowski）、プシェムィスワフ・ノヴァコフスキ （Przemysław Nowakowski）
- 音楽 : クシシュトフ・ペンデレツキ
- 撮影 : パヴェウ・エデルマン
- 編集 : ミレニャ・フィエドレル、ラファウ・リストパト
- 製作 : アクソン・スタジオ、TVP、ポーランド映画協会（Polski Instytut Sztuki Filmowej）、ポーランド・テレコム（Telekomunikacja Polska）

## キャスト
- マヤ・オスタシェフスカ （Maja Ostaszewska）：アンナ
- アルトゥル・ジミイェフスキ （Artur Żmijewski）：アンジェイ大尉 - アンナの夫、カティンで殺害される
- ヴィクトリア・ゴンシェフスカ （Wiktoria Gąsiewska） : ヴェロニカ（通称ニカ） - アンジェイとアンナの娘
- マヤ・コモロフスカ （Maja Komorowska）：アンジェイの母
- ヴワディスワフ・コヴァルスキ （Władysław Kowalski）：アンジェイの父・ヤン教授 - ヤギェウォ大学教授、講演会を名目に大学に招集され、同僚とともに収容所に送られ、病死
- アンジェイ・ヒラ （Andrzej Chyra）：イェジ中尉 - アンジェイの戦友 - カティンで殺害されず帰還、のちに「カティンの森事件」について、ソ連側の証人となったことを恥じて自殺
- ダヌタ・ステンカ （Danuta Stenka）：大将夫人ルジャ
- ヤン・エングレルト （Jan Englert）：大将 - カティンで殺害される
- アグニェシュカ・グリンスカ （Agnieszka Glińska）：イレナ - ピョトル中尉の妹
- マグダレナ・チェレツカ （Magdalena Cielecka）：アグニェシュカ - ピョトル中尉、イレナの妹
- パヴェウ・マワシンスキ （Paweł Małaszyński）：ピョトル中尉 - カティンで殺害される
- アグニェシュカ・カヴョルスカ （Agnieszka Kawiorska）：エヴァ - 大将とルジャの娘
- アントニ・パヴリツキ （Antoni Pawlicki）：タデウシュ（トゥル） - アンナの甥、父カジミエシュはカティンで殺害される
- アンナ・ラドヴァン （Anna Radwan） : エルジュビェタ - タデウシュの母
- クルィスティナ・ザフファトヴィチ （Krystyna Zachwatowicz）：グレタ - ドイツ総督府の法医学研究所関係者。イェジ中尉の依頼により、アンナにアンジェイ大佐の手帳をわたす
- セルゲイ・ガルマッシュ （Sergei Garmash） : ポポフ大尉 - 同情的でアンナを秘密警察から匿った赤軍将校
- スタニスワヴァ・チェリンスカ （Stanisława Celińska） : スタシア - 大将の使用人
- クシシュトフ・グロビシュ （Krzysztof Globisz） : 医師 ドイツ総督府の法医学研究所で、カティンの森の事件の調査をしている。ポーランドがソ連により解放されることになり、自分の身の危険を感じている。

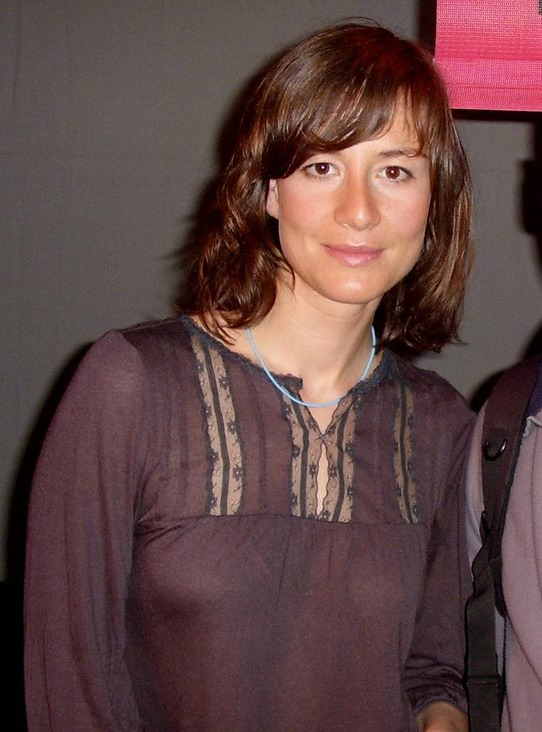
マヤ・オスタシェフスカ
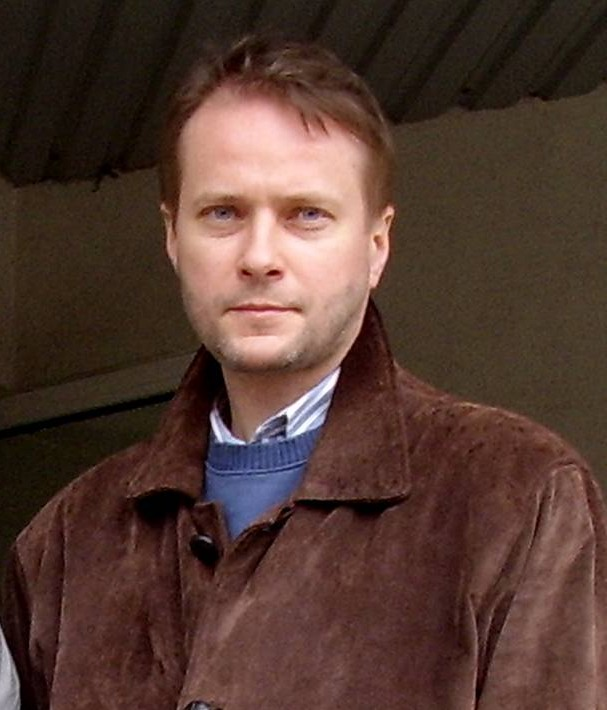
アルトゥル・ジミイェフスキ
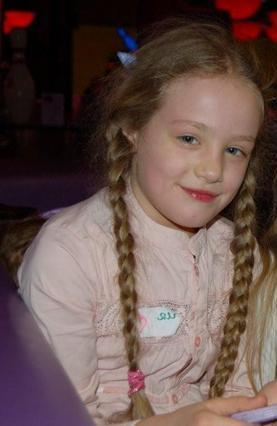
ヴィクトリア・ゴンシェフスカ
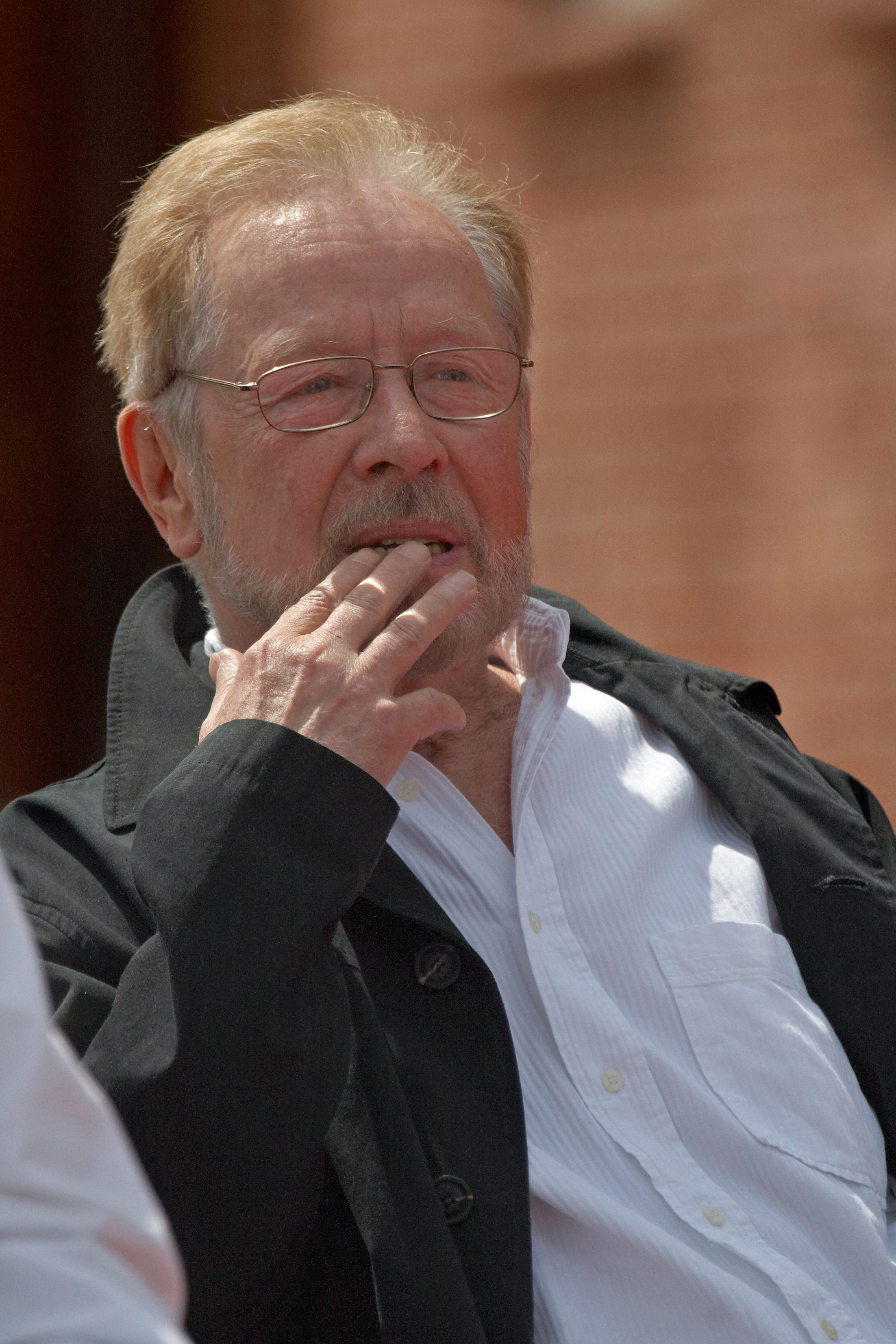
ヴワディスワフ・コヴァルスキ
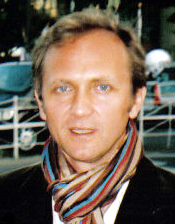
アンジェイ・ヒラ
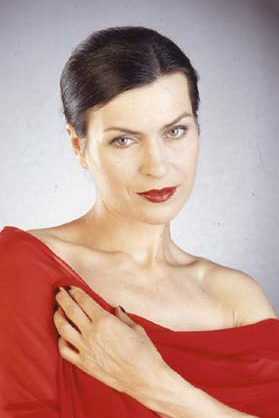
ダヌタ・ステンカ
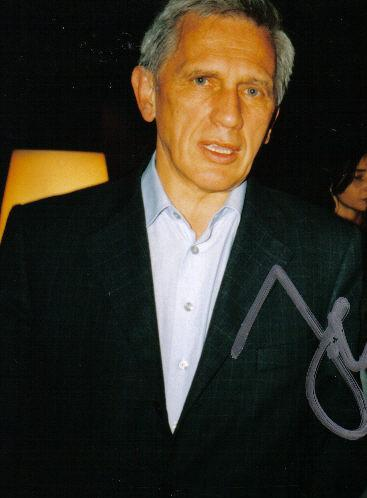
ヤン・エングレルト
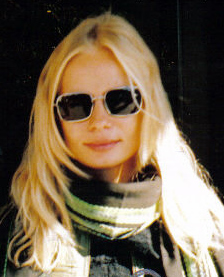
マグダレナ・チェレツカ
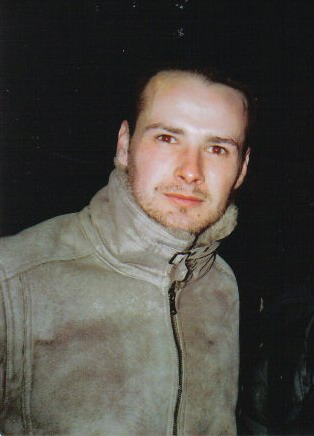
パヴェウ・マワシンスキ
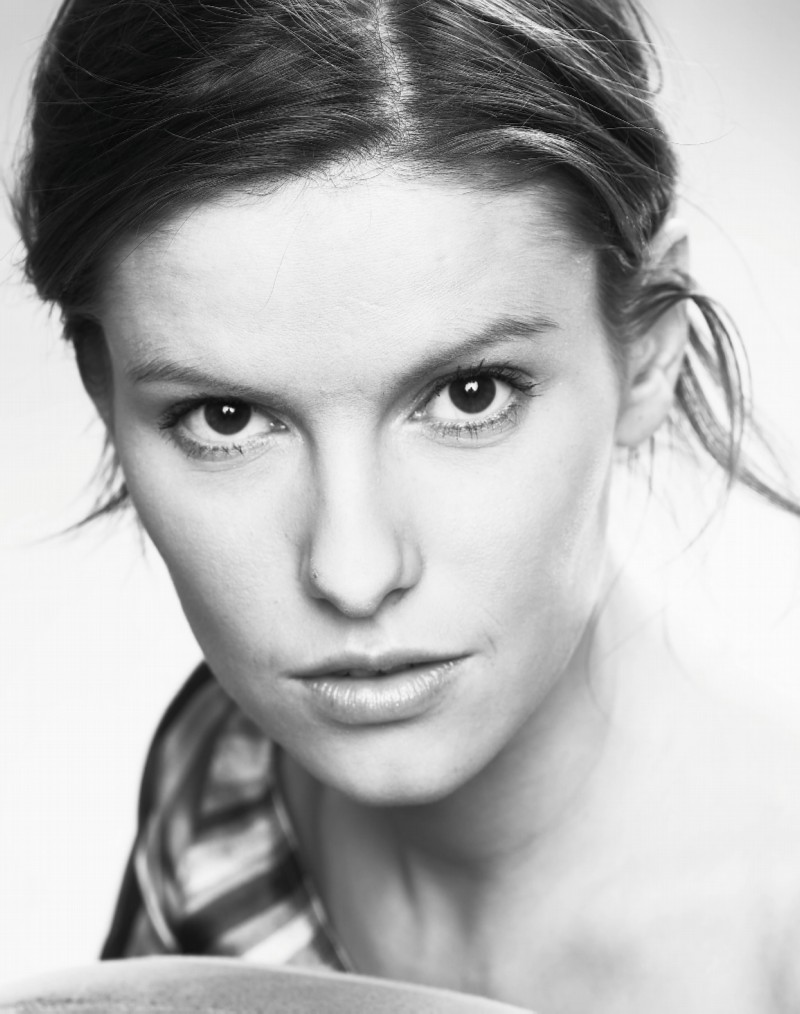
アグニェシュカ・カヴョルスカ
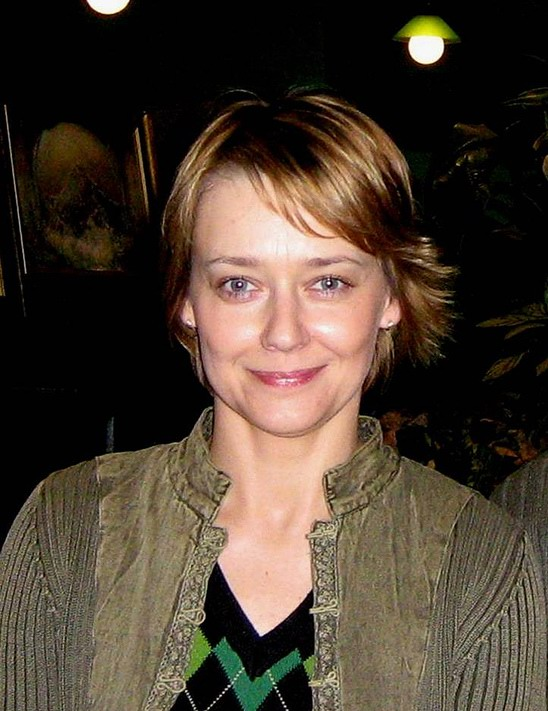
アンナ・ラドヴァン
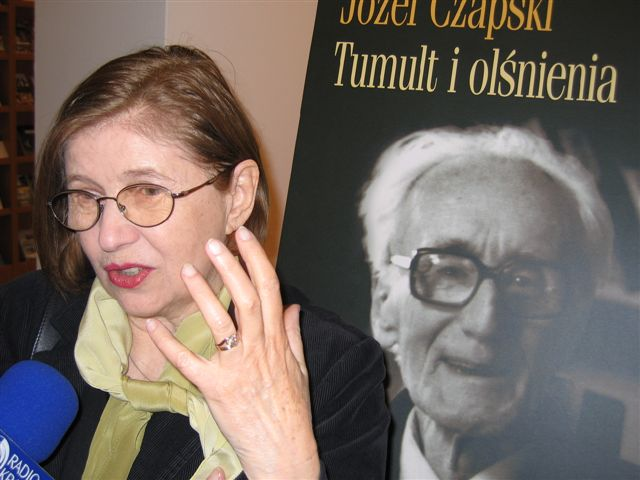
クルィスティナ・ザフファトヴィチ
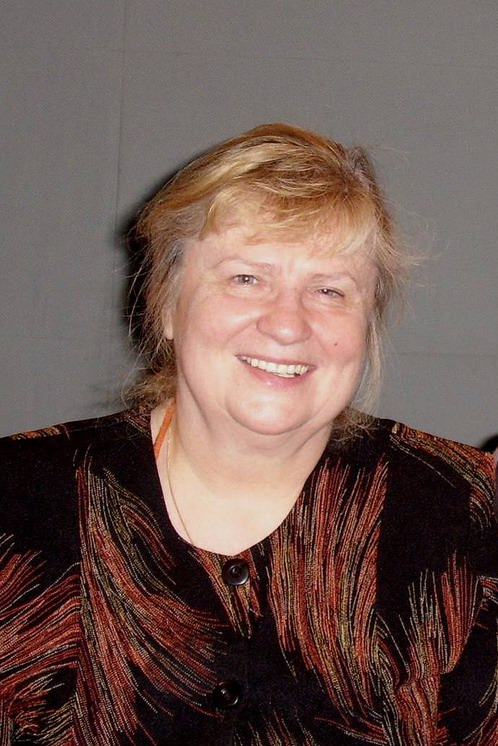
スタニスワヴァ・チェリンスカ
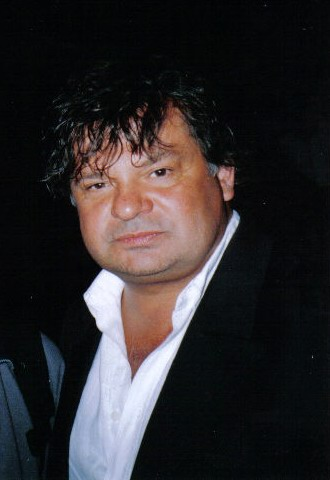
クシシュトフ・グロビシュ

## 受賞・ノミネート
- 2008年 第80回アカデミー賞
ノミネート：外国語映画賞
- 2008年 第58回ベルリン国際映画祭コンペティション外上映
- 2008年 第21回ヨーロッパ映画賞（en:European Film Awards 2008）
受賞：エクセレント賞 - 衣裳デザインに対して
- 2009年 東京国際女性映画祭参加

## 註
1. 1 2 3  カティンの森、allcinema ONLINE, 2010年4月11日閲覧。
2. 1 2 3  Katyń, Internet Movie Database, 2010年4月11日閲覧。
3. ↑  カチンの森事件：露、ポーランド両首脳が犠牲者追悼、毎日新聞、2010年4月7日付、2010年4月11日閲覧。
4. ↑  “Prezydenckim Tu-154 leciały najważniejsze osoby w państwie” (Polish). 2010年4月10日閲覧。
5. ↑  “Polish president's plane crashes in Russia: ministry”.   Google. 2010年4月10日閲覧。

## 原作
- アンジェイ・ムラルチク『カティンの森』 工藤幸雄・久山宏一訳

集英社文庫、2009年10月。ISBN 4087605906